# Leopold Mayerhofer
Leopold Mayerhofer (* 4. Dezember 1955 in Tradigist, Niederösterreich) ist ein österreichischer Politiker (FPÖ), Exekutivbediensteter und Abgeordneter zum österreichischen Nationalrat.

## Schul- und Ausbildung
Leopold Mayerhofer besuchte zwischen 1962 und 1970 die Pflichtschule und beendete danach mit dem Besuch des Polytechnischen Lehrgangs 1970 bis 1971 seine Pflichtschulzeit. Er erlernte danach zwischen 1971 und 1974 der Beruf des Konditors und leistete 1975 seinen Präsenzdienst ab.

## Berufliche und politische Karriere
Nach der Ableistung seines Präsenzdienstes trat Mayerhofer 1976 in den Polizeidienst ein. Er wurde 1995 Mitglied des Gemeinderates der Gemeinde Ruprechtshofen und war zwischen 1998 und 2003 Abgeordneter zum Niederösterreichischen Landtag. Zudem engagierte er sich zwischen 1995 und 2000 als Polizei-Personalvertreter in der Aktionsgemeinschaft Unabhängiger und Freiheitlicher. Seit 2003 ist er Landesparteiobmann-Stellvertreter der FPÖ Niederösterreich.
Leopold Mayerhofer ist seit dem 30. Oktober 2006 Mitglied des österreichischen Nationalrats, in dem er über den Landeswahlvorschlag Niederösterreich einzog. Sein politischer Schwerpunkt liegt im Bereich Sicherheit. Leopold Mayerhofer ist einer von drei der 21 FPÖ-Nationalratsabgeordneten, die keine Sprecherrolle im Nationalrat ausüben.

## Privates
Leopold Mayerhofer ist geschieden und hat ein Kind.